# Jag vill skynda fram till nådens helga flod
Jag vill skynda fram till nådens helga flod är en sång med text från 1936 och musik av officeren i Frälsningsarmén Kristian M Fristrup.

## Publicerad i
- Frälsningsarméns sångbok 1990 som nr 349 under rubriken "Frälsning".
- Sångboken 1998 som nr 63.